# Медведев, Олег Стефанович
Оле́г Стефанович Медве́дев (род. 21 марта 1946) — советский и российский медик, доктор медицинских наук, профессор, заведующий кафедрой фармакологии и первый декан факультета фундаментальной медицины МГУ.

## Биография

### Образование
Окончил Первый Санкт-Петербургский государственный медицинский университет имени академика И. П. Павлова (1970).
Защитил диссертацию «Влияние нейротропных препаратов на спинальные механизмы регуляции сердечно-сосудистой системы» на степень кандидата медицинских наук (1973).
Защитил диссертацию «Новые направления в поиске и доклиническом изучении гипотензивных препаратов» на степень доктора медицинских наук (1984).
Присвоено звание профессора (1992).

### Профессиональная деятельность
Работал в НИИ фармакологии Академии медицинских наук. Создал и был руководителем отдела фармакологии Национального медицинского исследовательского центра кардиологии под руководством академика Е. И. Чазова в течение 10 лет.
C 1979 года работает в Московском университете.
Заведующий кафедрой фармакологии факультета фундаментальной медицины МГУ (с 1992 — настоящее время).
Декан-организатор факультета фундаментальной медицины МГУ (1992—2000).
О. С. Медведев — крупный ученый в области экспериментальной и теоретической фармакологии. Он занимается исследованиями в области фармакологии сердечно-сосудистой системы и фармакологии мозга. В 80-х годах он был соруководителем совместной лаборатории по изучению нейрохимии мозга с Массачузетским технологическим институтом (MIT) в США.
О. С. Медведев внес большой вклад в модернизацию медицинского образования в России, принимал самое активное участие в создании Факультета фундаментальной медицины МГУ, являясь его первым деканом-организатором в период с 1992 по 2000 гг. О. С. Медведев является соавтором 30 авторских свидетельств и 6 зарубежных патентов, им опубликовано более 290 научных работ в ведущих отечественных и международных журналах, он соавтор монографии «Фармакологическая регуляция эмоционального стресса», редактор 2-х руководств по фармакологии.

### Современные технологии в медицине
Он имеет опыт руководства научных проектов в области телемедицины и цифрового здравоохранения, поддержанных РФФИ и Европейским Союзом. Имеет опыт совместной организации симпозиумов в области цифровой медицины с Посольством Великобритании, с Посольством Нидерландов, с Посольством Южной Кореи.
О. С. Медведев является приглашенным лекторов на многочисленных Международных конгрессах и Форумах по телемедицине и мониторингу здоровья.
С 2004 года читает курс лекций на факультете Био-медицинской техники МГТУ имени Н. Э. Баумана по телемедицине и современным технологиям мониторинга здоровья.

### Преподавательская деятельность
Под руководством О. С. Медведева подготовлено 3 доктора и 29 кандидатов наук. Он был руководителем и соисполнителем по научным проектам, поддержанных фондом фундаментальных исследований РФФИ, Российского Научного Фонда, Европейского Союза.

### Научная деятельность
Является членом редколлегий журналов «Hypertension», «Cardiovascular Drugs Reviews», «Meetings Reports, Cardiovascular», Экспериментальная и клиническая фармакология", «Биотехносфера».
Является автором более 300 научных публикаций в ведущих отечественных и зарубежных научных журналах, проводит совместные исследования в США, Японии, Германии, Франции, Австралии и в ряде других стран.
Научные интересы: фармакология сердечно-сосудистой системы и влияние антиоксидантов, а также исследование роли коэнзима Q10 и других природных антиоксидантов в норме и при развитии патологии, а также процессов преждевременного старения. Микробиом и неинвазивные методы его измерения (2020—2021)
Читает курсы «Новые информационные технологии в медицине. Телемедицина и мониторинг здоровья», «Методология фармакологических исследований», «Общая и частная фармакология», «Фармакология».

## Награды
За его большой вклад в развитие отечественного высшего образования был избран Действительным членом Международной Академии высшей школы, Медико-технической академии, является членом ряда международных обществ по изучению артериальной гипертонии.
Награждён нагрудным знаком Отличник здравоохранения (1988),
Награждён медалью ордена «За заслуги перед Отечеством» (2012).
Орден Дружбы (2024).

## Общественная деятельность
В 2013 г. основал некоммерческую организацию Национальный исследовательский центр «Здоровое питание» . Целью организации является распространение научно обоснованной информации о питании и здоровье.

## Основные работы
- «English in pharmacology: англо-русский словарь по фармакологии» (соавт., 2010)
- «Высокие технологии в инсулинотерапии сахарного диабета» (соавт., 2013).